# Pentosuria
La pentosuria è una malattia genetica autosomica recessiva in cui viene ritrovato, ad alte concentrazioni nelle urine, lo xilulosio, un carboidrato pentoso.

## Epidemiologia e storia
Venne categorizzata nel 1908 da Archibald Edward Garrod tra le quattro classiche malattie caratterizzate da un errore congenito del metabolismo, insieme ad alcaptonuria, albinismo e glicosuria (la cosiddetta tetrade di Garrod).

## Eziologia
La patologia è dovuta a deficit dell'enzima L-xilulosio reduttasi.